# マトリックス・パワータグ
マトリックスパワータグ（UCI登録名:MATRIX POWERTAG）は、大阪府高石市に本拠を置く自転車ロードレースチームである。アクティブ型ICタグの開発・製造・販売を行う株式会社マトリックスがメインスポンサーとなっている。
主に日本国内を中心に活動をしている。2006年から2009年まではUCIアジアコンチネンタルチームの登録もして、日本ではシーズンオフとなる冬ではアジア地域への遠征も行っていた。2010年は活動方針の変更によりコンチネンタルチーム登録を見送った。
2011年にチームNIPPO・コルナゴから2名の外国人選手を迎えてUCIコンチネンタルチーム登録を果たした。
監督は安原昌弘。UCI登録名はMATRIX POWERTAG、UCIコードはMTR。若手中心のチームで、トラック競技等にも積極的に出場している。

## 選手

### 2022年所属選手
| 名前                                             | 登録       |
| ------------------------------------------------ | ---------- |
| ホセ・ビセンテ・トリビオ・アルコレア             | スペイン   |
| フランシスコ・マンセボ・ペレス                   | スペイン   |
| レオネル・アレクサンダー・キンテロ・アートアーガ | ベネズエラ |
| 狩野智也                                         | 群馬       |
| 小森亮平                                         | 奈良       |
| 吉田隼人                                         | 奈良       |
| 安原大貴                                         | 大阪       |
| 小林 海                                          | 東京       |
| 橋本凌甫                                         | 和歌山     |
| 永良大誠                                         | 兵庫       |
| 田窪賢次                                         | 大阪       |
| 真鍋和幸                                         | 香川       |
| 植益和行（研修生）                               | 大阪       |
| 瀧山里玖（研修生）                               | 京都       |

### 2019年所属選手
| 選手名                   | 生年月日       | 国籍       |
| ------------------------ | -------------- | ---------- |
| ホセ・トリビオ           | 1985年12月22日 | スペイン   |
| アイラン・フェルナンデス | 1988年10月30日 | スペイン   |
| フランシスコ・マンセボ   | 1976年3月9日   | スペイン   |
| オールイス・アウラール   | 1996年11月9日  | ベネズエラ |
| 狩野智也                 | 1973年7月14日  | 日本       |
| 佐野淳哉                 | 1982年1月9日   | 日本       |
| 小森亮平                 | 1988年9月26日  | 日本       |
| 安原大貴                 | 1991年8月12日  | 日本       |
| 向川尚樹                 | 1980年12月27日 | 日本       |
| 田窪賢次                 | 1995年9月11日  | 日本       |
| 橋本凌甫                 | 1992年3月8日   | 日本       |
| 永良大誠                 | 1974年7月9日   | 日本       |
| 真鍋和幸                 | 1970年2月16日  | 日本       |
| 植益和行                 | 1997年4月19日  | 日本       |
| 大塚航                   | 1986年6月23日  | 日本       |

### 2013年所属選手
| 選手名                   | 生年月日       | 国籍       | 2012年の所属チーム       |
| ------------------------ | -------------- | ---------- | ------------------------ |
| キム・ドヒョン           | 1986年10月15日 | 韓国       |                          |
| 藤岡徹也                 | 1988年5月29日  | 日本       |                          |
| ヴィセンテ・ガルシア     | 1988年9月19日  | 日本       |                          |
| 池部壮太                 | 1992年12月31日 | 日本       | マトリックス・パワータグ |
| 小牧祐也                 | 1991年8月29日  | 日本       | マトリックス・パワータグ |
| 窪木一茂                 | 1989年6月6日   | 日本       | マトリックス・パワータグ |
| 真鍋和幸                 | 1970年2月16日  | 日本       | マトリックス・パワータグ |
| 向川尚樹                 | 1980年12月27日 | 日本       | マトリックス・パワータグ |
| 永良大誠                 | 1974年7月9日   | 日本       | マトリックス・パワータグ |
| マリウス・ヴィズィアック | 1981年4月1日   | ポーランド | マトリックス・パワータグ |
| 安原大貴                 | 1991年8月12日  | 日本       | マトリックス・パワータグ |

### 2011年所属選手
| 選手名                         | 所属年 | 国籍       | 所属中の主な戦績 | 前所属先                 | その他     |
| ------------------------------ | ------ | ---------- | ---------------- | ------------------------ | ---------- |
| 向川尚樹                       | 2006-  | 日本       |                  | 立命館大学               | キャプテン |
| 湧本正樹                       | 2007-  | 日本       |                  |                          |            |
| 阿部良之                       | 2011-  | 日本       |                  |                          |            |
| 真鍋和幸                       | 2010-  | 日本       |                  | チームNIPPO・コルナゴ    |            |
| 永良大誠                       | 2010-  | 日本       |                  | グランデパール播磨       |            |
| 山下貴宏                       | 2010-  | 日本       |                  | チームNIPPO・コルナゴ    |            |
| 小牧祐也                       | 2010-  | 日本       |                  | 鹿児島県立南大隅高等学校 |            |
| ヴィンチェンツォ・ガロッファロ | 2011-  | イタリア   |                  | チームNIPPO・コルナゴ    |            |
| マリウス・ヴィズィアック       | 2011-  | ポーランド |                  | チームNIPPO・コルナゴ    |            |

### 過去に所属した主な選手
| 選手名   | 所属年    | 国籍 | 所属中の主な戦績                                         | 移籍先                   |
| -------- | --------- | ---- | -------------------------------------------------------- | ------------------------ |
| 三船雅彦 | 2007-2008 | 日本 | 2007年ツアー・オブ・タイランド第2ステージ勝利            | 引退                     |
| 橋川健   | 2006-2008 | 日本 | 2008年全日本選手権個人タイムトライアル3位                | チームNIPPO・コルナゴ    |
| 松村光浩 | 2007-2008 | 日本 | 2008年ツール・ド・おきなわ総合3位                        | 愛三工業レーシングチーム |
| 澤田賢匠 | 2007-2010 | 日本 | 2010年全日本実業団トラックポイント・レース/スクラッチ1位 | シェルヴォ奈良           |

## 主な戦績

### 2019年
6月 - ツール・ド・熊野総合優勝（オールイス・アウラール）

### 2011年
6月 - Jproツアーシリーズ　東日本ロードクラシック石川 2位（真鍋和幸）

### 2010年
4月 - Jサイクルツアー第4戦 白浜クリテ 2位（向川尚樹）
6月 - ツール・ド・熊野総合6位（向川尚樹）
10月 - シマノ鈴鹿国際ロード3位（向川尚樹）
11月 - ツール・ド・おきなわ総合6位（向川尚樹）

### 2008年
6月 - 全日本選手権ロード10位（橋川健）
6月 - 全日本選手権個人タイムトライアル3位（橋川健）
9月 - 全日本実業団トラックレース 4km個人追い抜き・ポイントレース（松村光浩）
9月 - 全日本実業団トラックレース 4km団体追い抜き
11月 - ツール・ド・おきなわ総合3位（松村光浩）